# Şeref Eroğlu
Şeref Eroğlu, född den 25 november 1975 i Kahramanmaraş, Turkiet, är en turkisk brottare som tog OS-silver i lättviktsbrottning i den grekisk-romerska klassen 2004 i Aten. 